# Kyathanahalli, Hassan
Kyathanahalli là một làng thuộc tehsil Hassan, huyện Hassan, bang Karnataka, Ấn Độ.